# Jacob Ahlsson
Jacob Ahlsson, né le 3 août 1998 à Kumla, est un coureur cycliste suédois.

## Biographie
Il a un frère cadet, Jonathan, qui est également coureur cycliste.
En juillet 2020, il se distingue en remportant le contre-la-montre des championnats de Suède, devant Tobias Ludvigsson. Le mois suivant, il participe aux championnats d'Europe espoirs de Plouay, où il se classe quinzième de l'épreuve chronométrée. 

## Palmarès et résultats

### Palmarès par année
- 2020
  -  Champion de Suède du contre-la-montre
- 2021
  - Brudfjällsracet
  - Falkenloppet
  - 2e du championnat de Suède du contre-la-montre
- 2022
  -  Champion de Suède du contre-la-montre
- 2023
  -  Champion de Suède du contre-la-montre
  - Östgötatempot
- 2024
  - Östgötatempot
- 2025
  - Östgötatempot

### Classements mondiaux
| Année                                 | 2019  | 2020 | 2021  | 2022 | 2023  | 2024  |
| ------------------------------------- | ----- | ---- | ----- | ---- | ----- | ----- |
| Classement mondial                    | 2151e | 666e | 1190e | 919e | 1131e | 1750e |
| UCI Europe Tour                       | 1397e | 539e | 878e  | 675e | nc    | nc    |
|                                       |       |      |       |      |       |       |
| Légende : nc = non classéSource : UCI |       |      |       |      |       |       |